# CXO J164710.2-455216

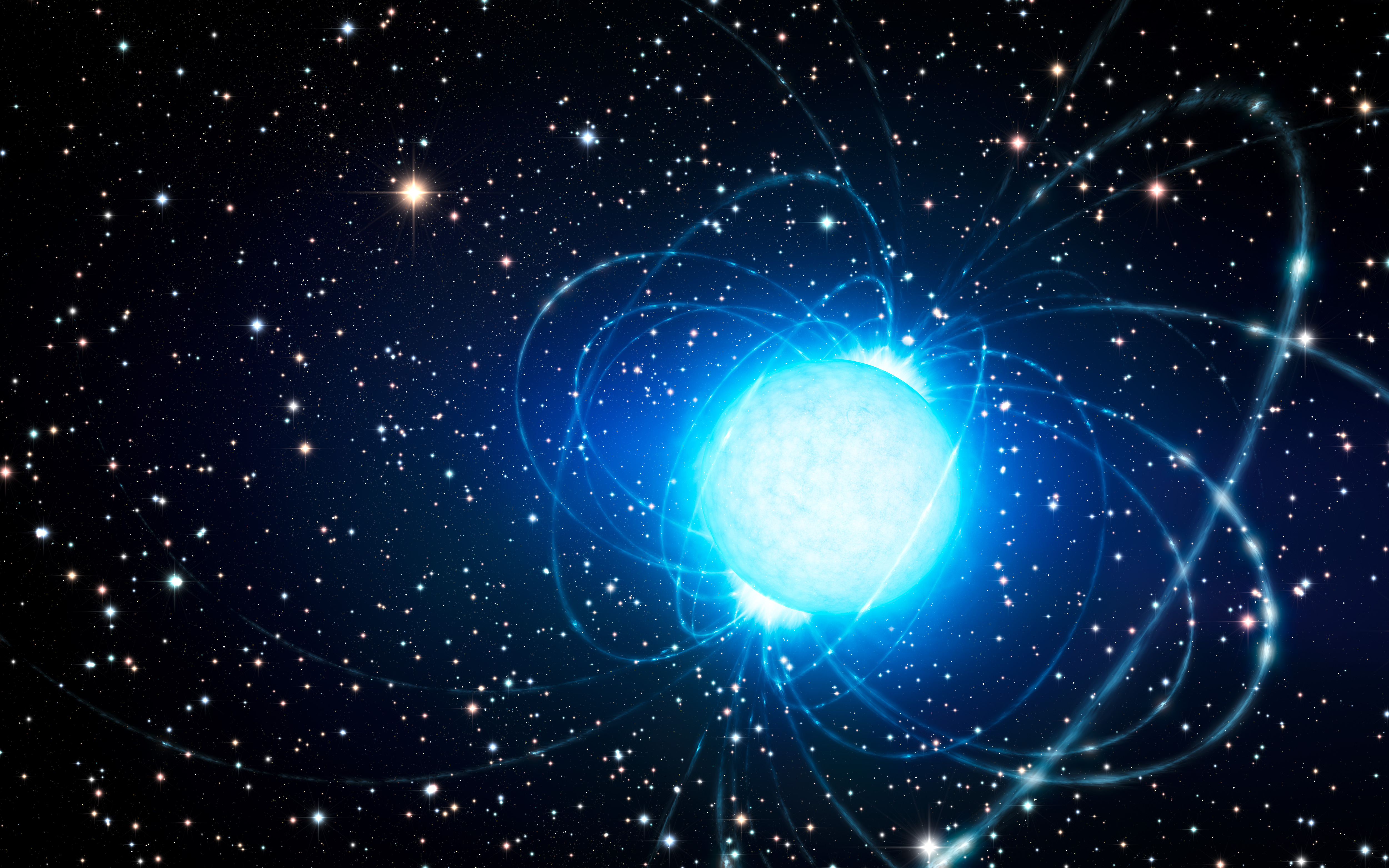
Impresión artística

CXO J164710.2-455216, también llamado informalmente Magnetar Westerlund 1, es un magnetar y estrella de neutrones en la constelación de Ara. Situado en el supercúmulo estelar Westerlund 1 —único cúmulo estelar de este tipo conocido en la Vía Láctea—, se encuentra a unos 15.000 años luz de la Tierra.
El objeto fue descubierto en 2005 por Michael Muno.
Las propiedades de otras estrellas del cúmulo han permitido deducir que la progenitora de CXO J164710.2-455216 poseía al menos 40 masas solares, colapsando para formar una estrella de neutrones y no un agujero negro como cabría esperar en función de su masa.
Su masa actual, unas dos veces mayor que la del Sol, implica que durante su colapso más del 95% de su masa fue expulsada al espacio circundante.
Un año después del descubrimiento de CXO J164710.2-455216, el objeto produjo un estallido de rayos X mientras estaba siendo profusamente observado por varios satélites, entre ellos el satélite XMM-Newton de la Agencia Espacial Europea y el observatorio Swift de la NASA. Solo cinco días antes del estallido, el magnetar, observado con el XMM-Newton, se encontraba relativamente tranquilo tal y como se había mostrado en el momento de su descubrimiento.
Al igual que muchos otros magnetares, CXO J164710.2-455216 generaba un haz de rayos X provocando un barrido a través de la Tierra una vez cada diez segundos. Esto permitió que su período de rotación, de 10,6107 segundos, fuera determinado con gran exactitud. El acontecimiento que produjo el estallido también hizo que aumentara su brillo 100 veces, creó tres rayos separados barriendo la Tierra cuando antes solo uno había existido, y aceleró su período de rotación en aproximadamente un milisegundo.